# 金城ふ頭
- 日本 > 愛知県 > 名古屋市 > 港区 > 金城ふ頭
- 名古屋港 > 金城埠頭

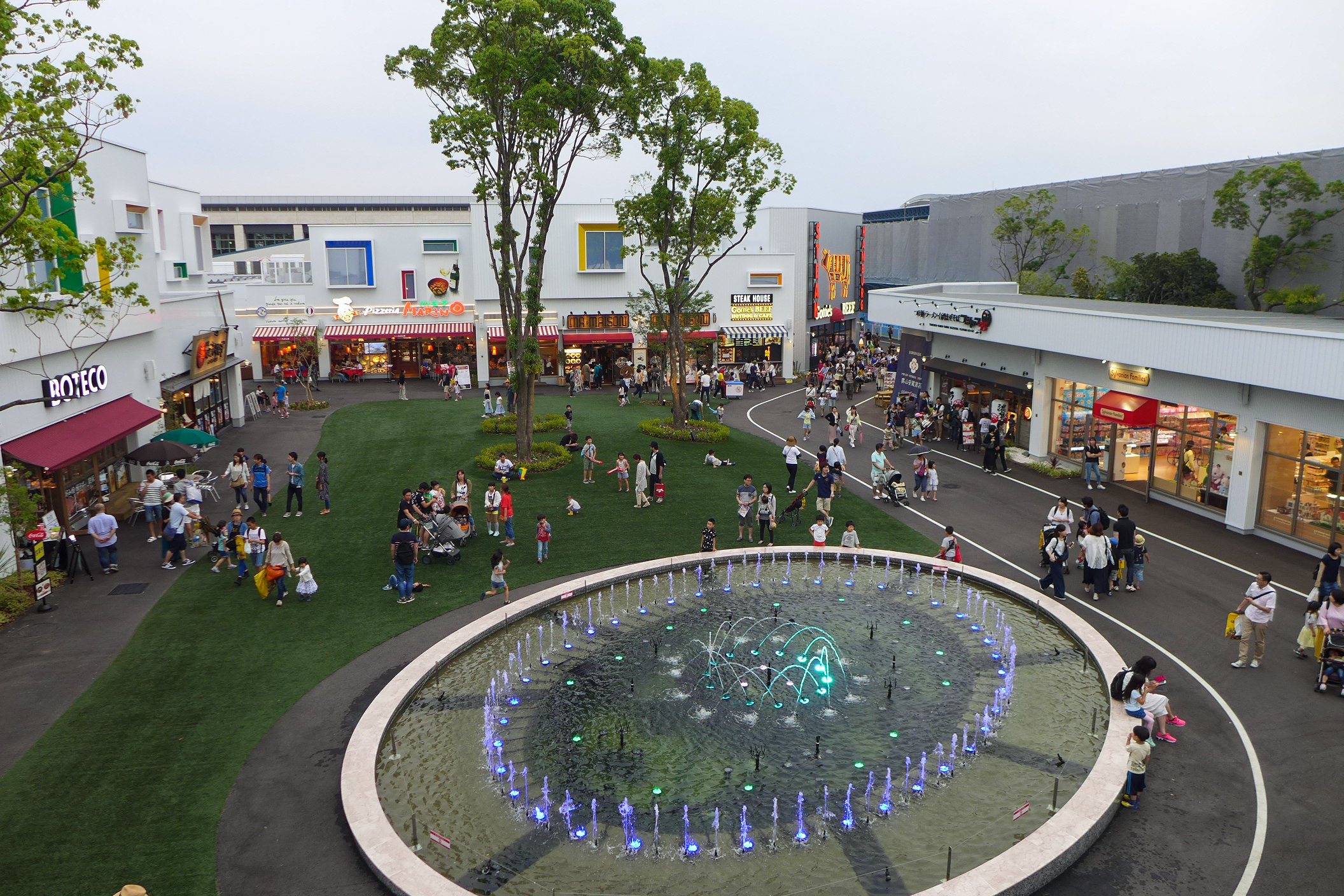
Maker's Pier

金城ふ頭（きんじょうふとう）は、愛知県名古屋市港区にある名古屋港の島式埠頭および、同埠頭内の町丁名。前者の埠頭名を指す場合、金城埠頭の表記も用いられる。
1963年（昭和38年）に埋め立てが開始された島式埠頭で、名古屋港の中央に位置する。各種大型船が接岸する商港機能 の中枢を担う重要な埠頭である。完成自動車・産業機械の輸出や、工業用金属の輸入などが行われている。1990年代から2000年代にかけ、名港トリトン（伊勢湾岸自動車道）や名古屋臨海高速鉄道あおなみ線といった交通手段が整備され、国際交流の場としての成長を期待されている。2017年（平成29年）時点では商港や、船舶情報の集約される情報拠点として運用されているだけでなく、名古屋市国際展示場（ポートメッセなごや）やリニア・鉄道館が開館するなど、人々の交流する拠点としての開発も進められている。
現行行政地名は金城ふ頭一丁目から金城ふ頭三丁目。居住者は存在しない（2018年3月1日現在）。住居表示未実施。

## 地理
名古屋市港区中央南部に位置する。北は空見町に接する。　

## 歴史

### 町名の由来
名古屋城の別名のひとつである「金城」にちなむ。埠頭の名称は一般公募により、1965年（昭和40年）5月に命名された。

### 沿革
- 1963年（昭和38年） - 名古屋港築港13号地として、公有水面埋立造成に着手[6]。
- 1965年（昭和40年）10月 - 保留施設の整備が建設省第五港湾建設局により開始される[7]。
- 1971年（昭和46年）12月1日 - 港区金城ふ頭二丁目が成立[1]。
- 1973年（昭和48年） - 名古屋市国際展示場第1展示館が開業する[8]。
- 1976年（昭和51年）3月15日 - 11号地との間を結ぶ金城西橋（全長566m）が完成する[9]。同年6月22日開通[10]。
- 1979年（昭和54年）
  - 4月30日 - 一丁目および三丁目を設置[1]。また、二丁目に埋立地の一部が編入される[1]。
  - 7月 - 名古屋市国際展示場第1展示場南側に、国際児童年を記念した児童公園「ポートプレイランド」（面積45,699平方メートル）が整備される[8]。
- 1983年（昭和58年）4月14日 - 三丁目に埋立地の一部が編入される[1]。
- 1987年（昭和62年）9月 - 名古屋市国際展示場第2展示館およびイベント館が開業する[8]。
- 1989年（平成元年）
  - 11月15日 - 荷役拠点として名古屋港オペレーションセンターが完成する[8]。
  - 11月27日 - 三丁目に埋立地の一部が編入される[1]。
- 1990年（平成2年）8月24日 - 三丁目に埋立地の一部が編入される[1]。
- 1993年（平成5年）10月 - 名古屋市国際展示場第3展示場および交流センター、立体駐車場が開業し、愛称として「ポートメッセなごや」が設定される[11]。また、この整備に伴って「ポートプレイランド」が廃止されている[8]。
- 1994年（平成6年）3月31日 - 名古屋港船舶通航センター（NAVTIC）が設置される[8]。
- 1998年（平成10年）3月30日 - 名港中央インターチェンジ開通[8]。
- 1999年（平成11年）3月25日 - ダイエーが運営する倉庫型店舗「Kou's」が開業する[8]。
- 2001年（平成13年）7月31日 - 「Kou's」閉店[8]。
- 2004年（平成16年）
  - 9月1日 - 名古屋ベイフットサルクラブ開業[8]。
  - 10月6日 - あおなみ線開通[12]。同日、名古屋市営バスの路線改編に伴い、金城ふ頭と名古屋港駅を結んでいた名港12号系統および臨港系統（臨時系統）が廃止され、それに伴い金城橋南停留所・金城ふ頭一丁目停留所・金城ふ頭西停留所・ポートメッセ1号館停留所・ポートメッセなごや停留所がそれぞれ廃止された[WEB 6]。
- 2005年（平成17年）9月17日 - 結婚式場「アンジェローブ」開業[8]。
- 2006年（平成18年）4月1日 - 金城ふ頭ドッグラン開業[12]。
- 2008年（平成20年）6月13日 - 大洋薬品オーシャンアリーナ（現・名古屋金城ふ頭アリーナ）開業。
- 2011年（平成23年）3月14日 - リニア・鉄道館開館。
- 2017年（平成29年）
  - 3月1日 - 名古屋市営金城ふ頭駐車場供用開始[WEB 7]。
  - 3月30日 - Maker's Pier全面開業[新聞 1]。
  - 4月1日 - レゴランド・ジャパン開業。当日は開園前に約500人が行列を作ったため、予定より早く午前9時前に開門した。

## 学区
市立小・中学校に通う場合、学校等は以下の通りとなる。また、公立高等学校に通う場合の学区は以下の通りとなる。
| 番・番地等 | 小学校               | 中学校               | 高等学校 |
| ---------- | -------------------- | -------------------- | -------- |
| 全域       | 名古屋市立野跡小学校 | 名古屋市立港南中学校 | 尾張学区 |

## 交通
- 名古屋臨海高速鉄道あおなみ線金城ふ頭駅
- 伊勢湾岸自動車道（名港トリトン）名港中央インターチェンジ
- 三重交通（中部国際空港リムジンバス）金城ふ頭駅停留所　(全便無期限運休中)
- ジェイアール東海バス（中部国際空港リムジンバス）金城ふ頭駅停留所(廃止)
- 地内には名古屋市の姉妹友好都市にちなんで、ロサンゼルス大通・メキシコ大通・南京大路と命名された道路が通る[13]。
- 名古屋市金城ふ頭駐車場 - 収容台数5,010台、高さ制限2.4m。205億円を投じて整備された[新聞 2]。

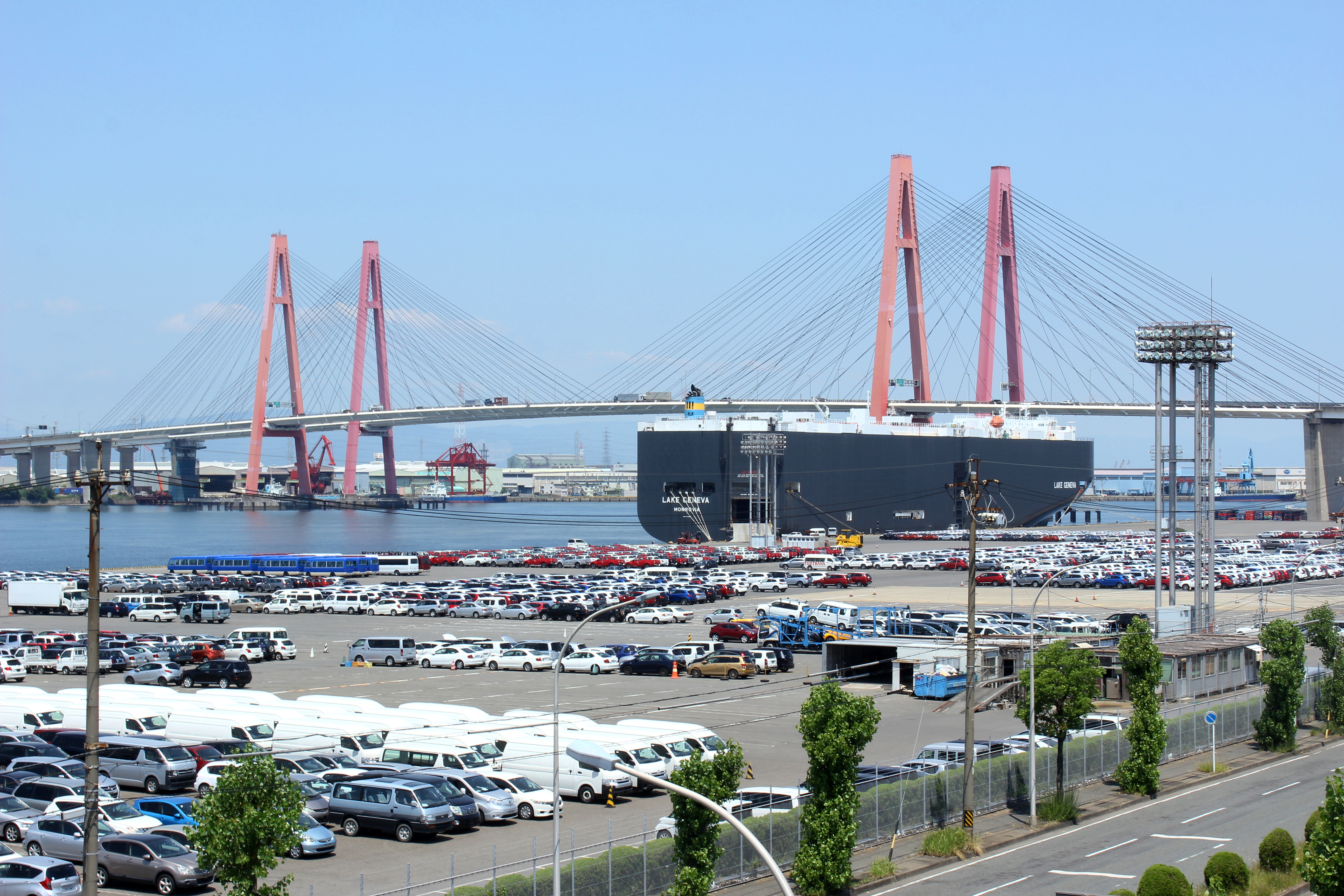
名古屋港金城埠頭と名港西大橋（名港トリトン）
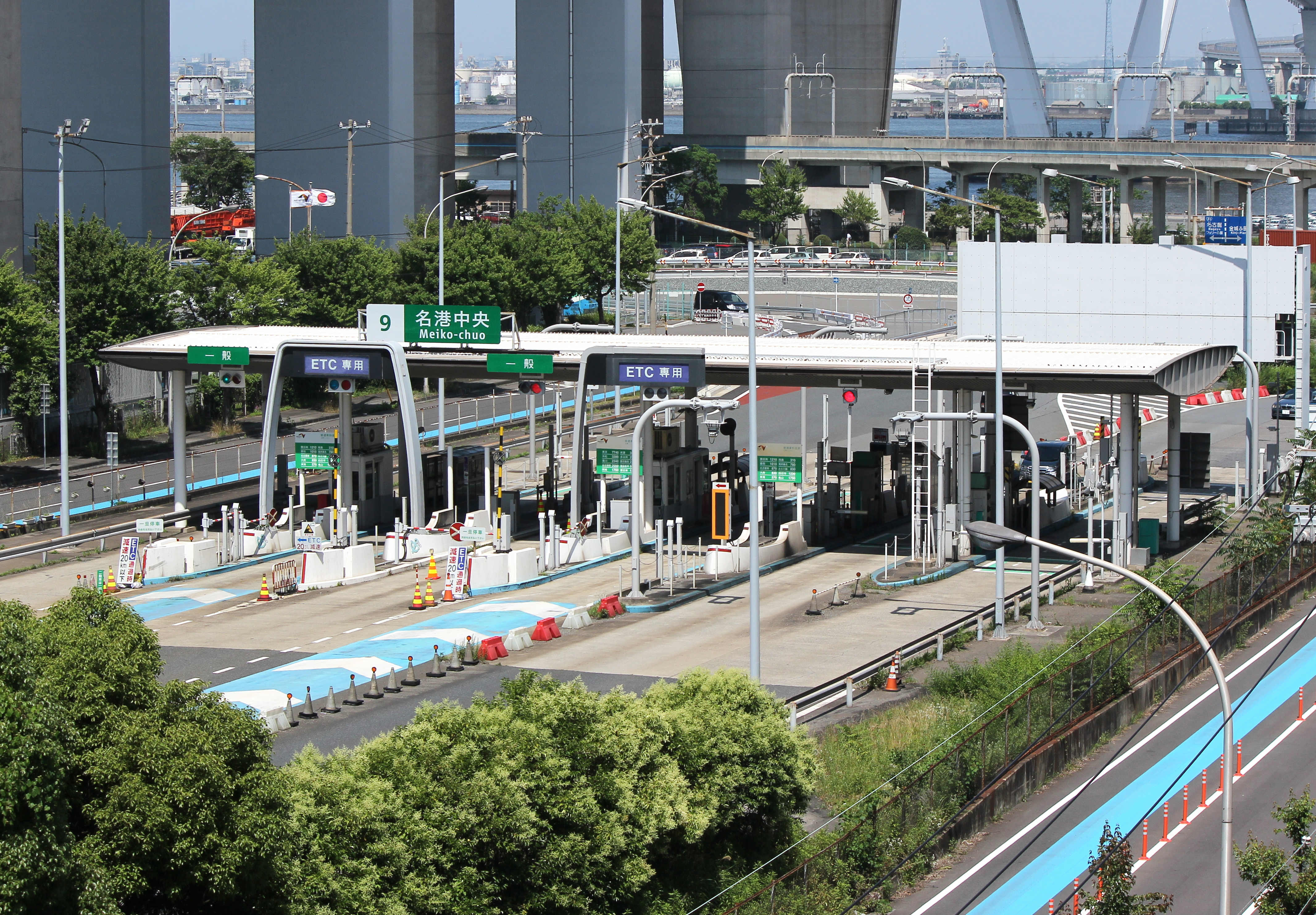
伊勢湾岸自動車道 名港中央IC
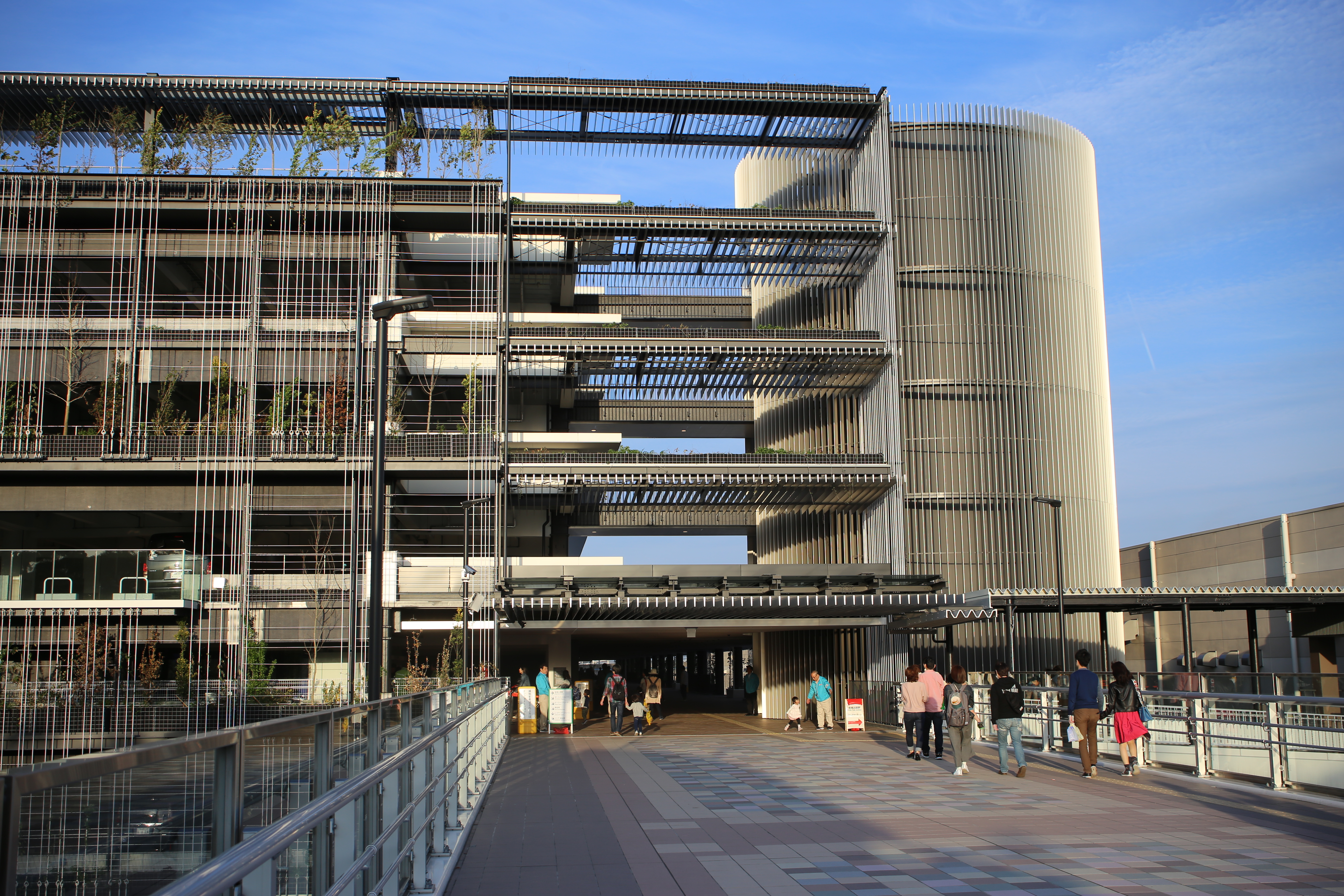
名古屋市金城ふ頭駐車場

## 施設

### 金城ふ頭一丁目
- 名古屋市消防局特別消防隊第五方面隊
- 愛知県警察港警察署金城ふ頭交番

### 金城ふ頭二丁目
- 名古屋市国際展示場[13]
- 名古屋金城ふ頭アリーナ
- レゴランド・ジャパン・リゾート
  - シーライフ名古屋
- Maker's Pier
  - Lives NAGOYA
- ファニチャードーム

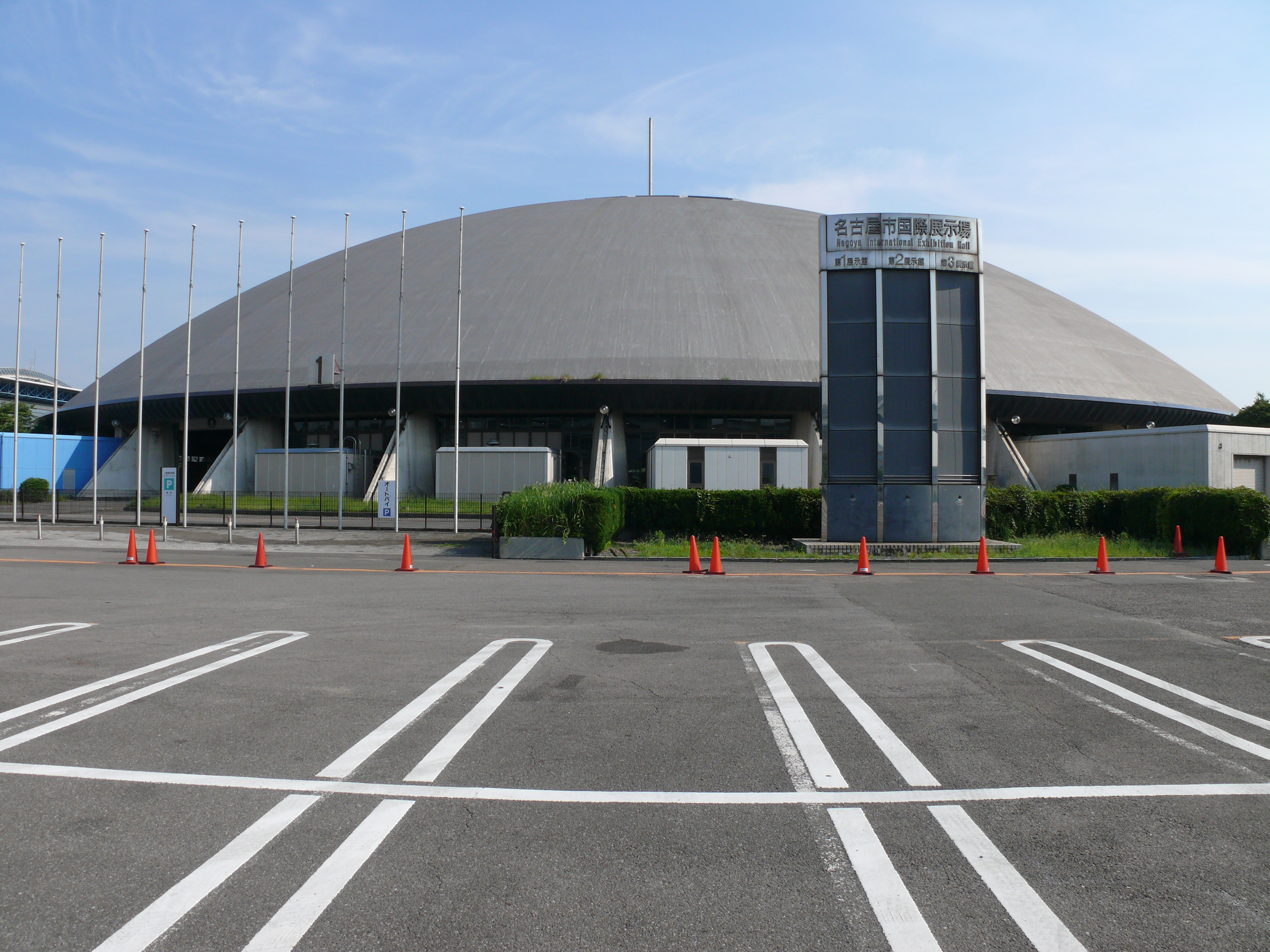
名古屋市国際展示場第1展示館
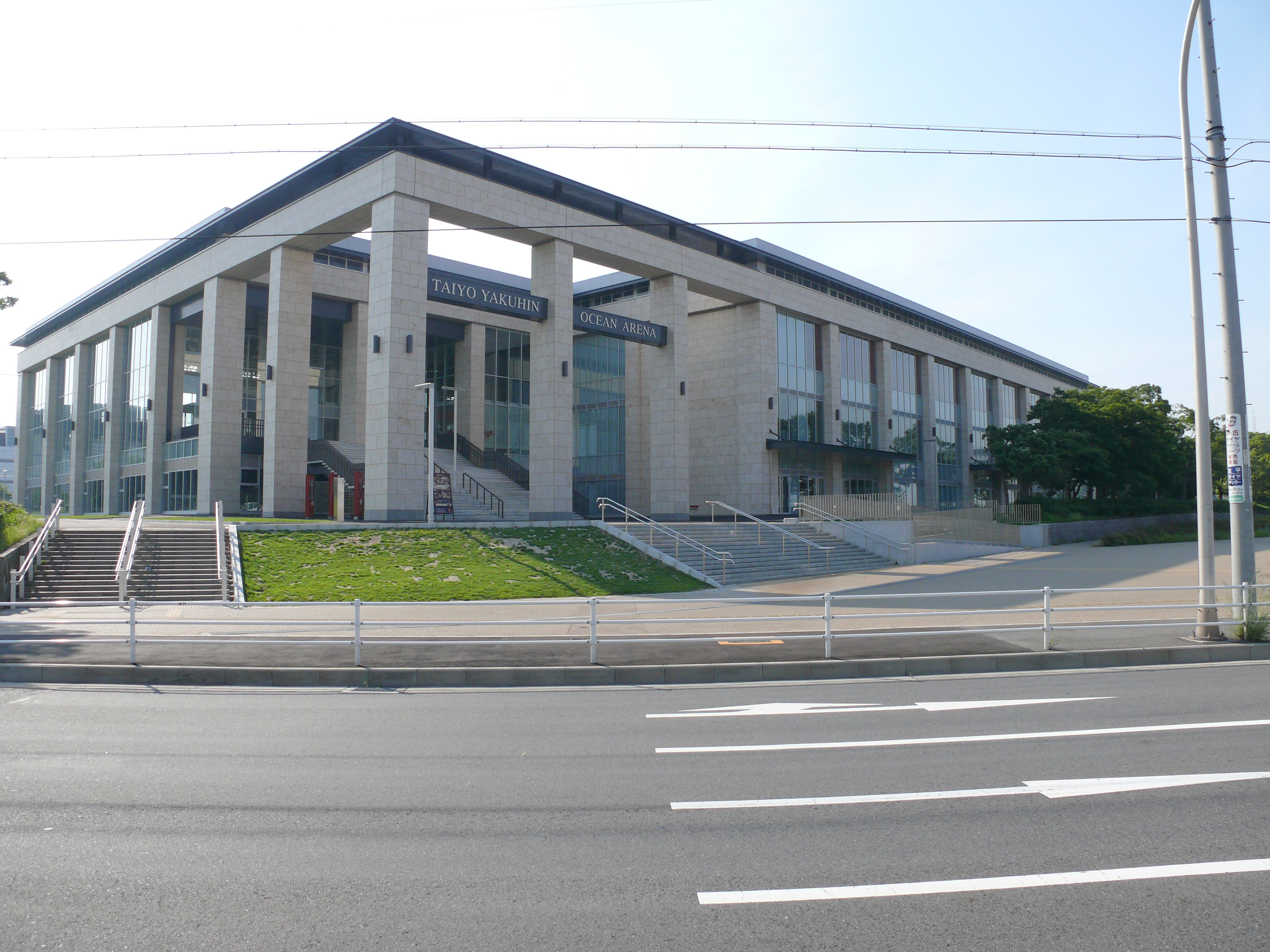
名古屋金城ふ頭アリーナ
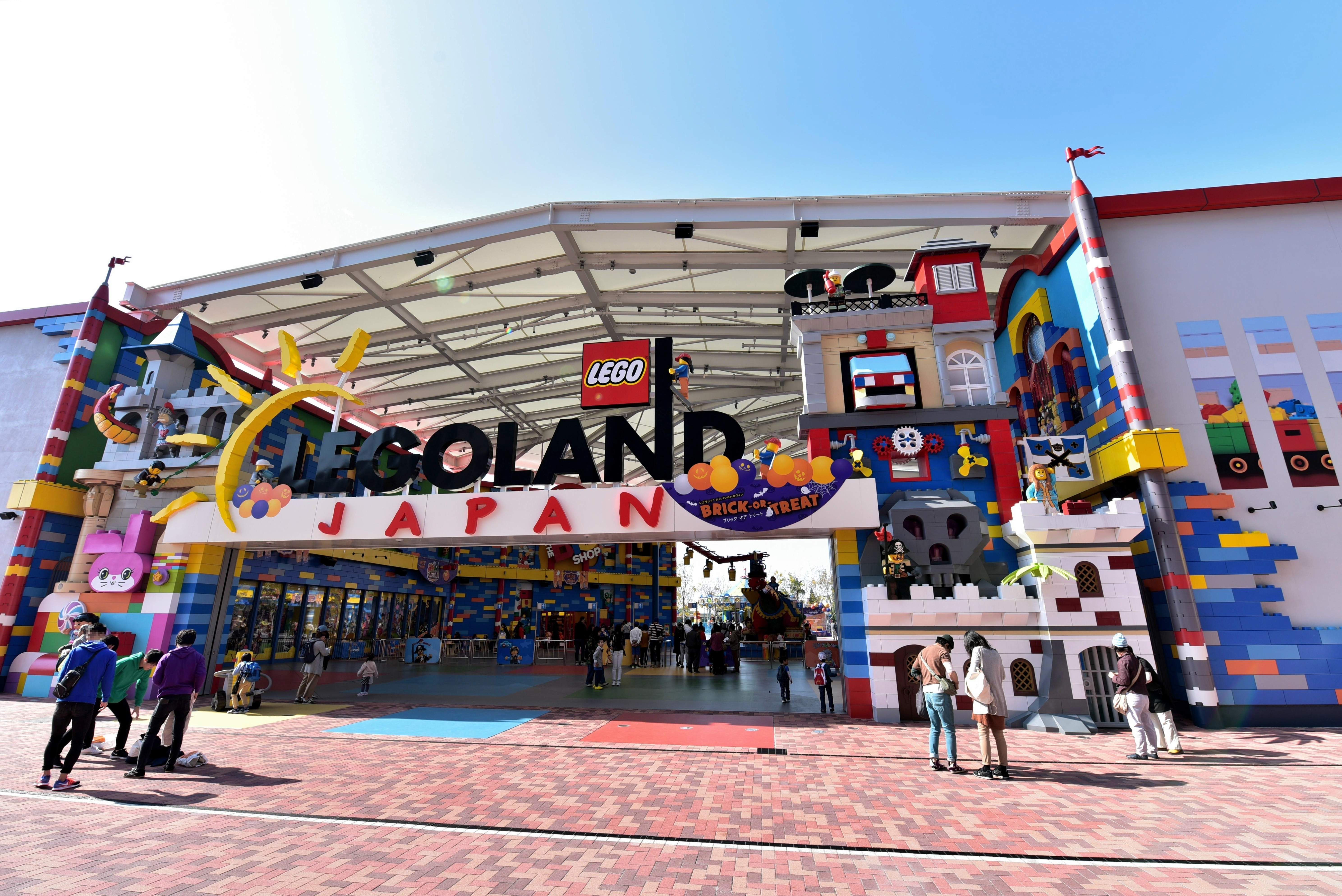
レゴランド・ジャパン・リゾート
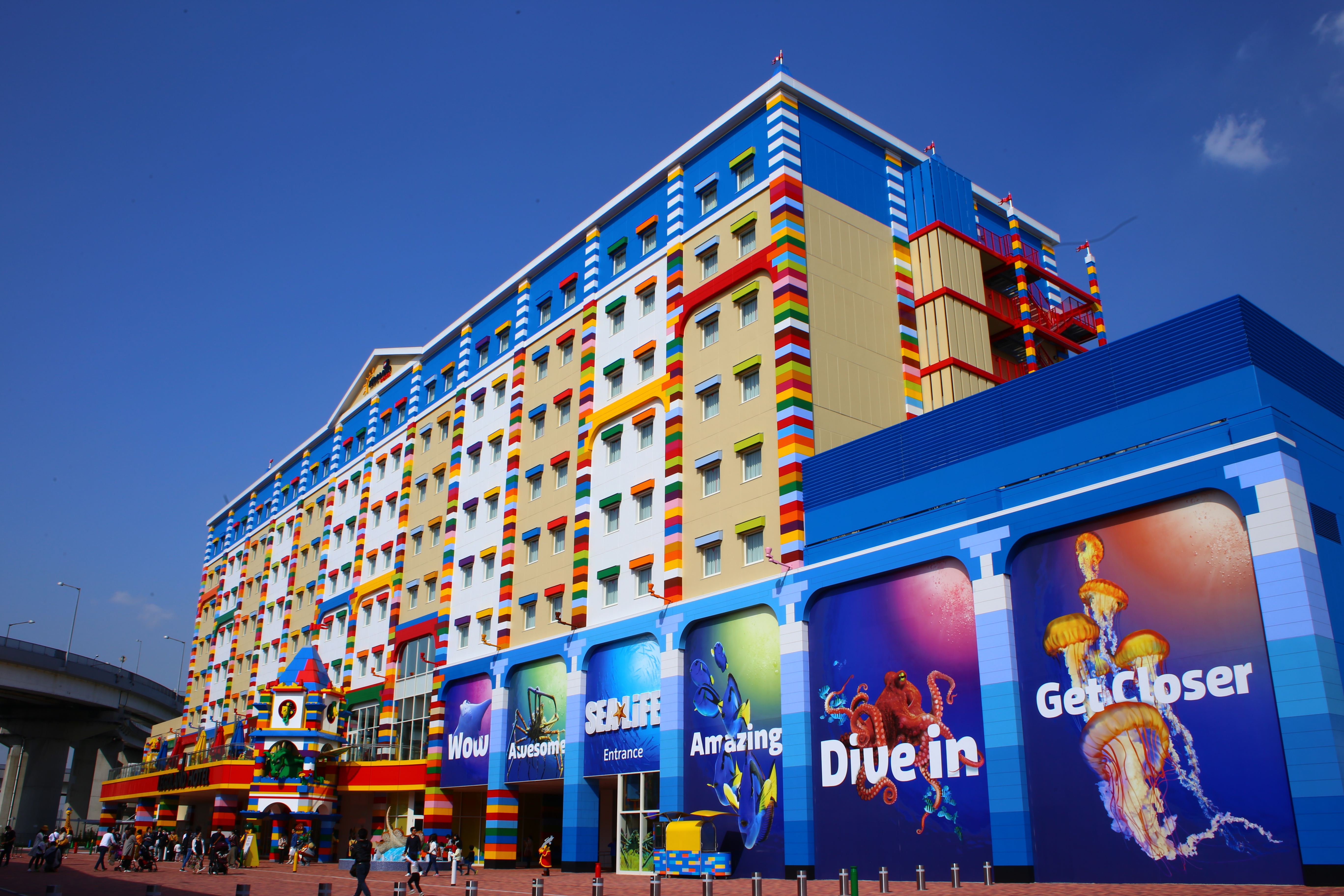
レゴランド・ジャパン・ホテル
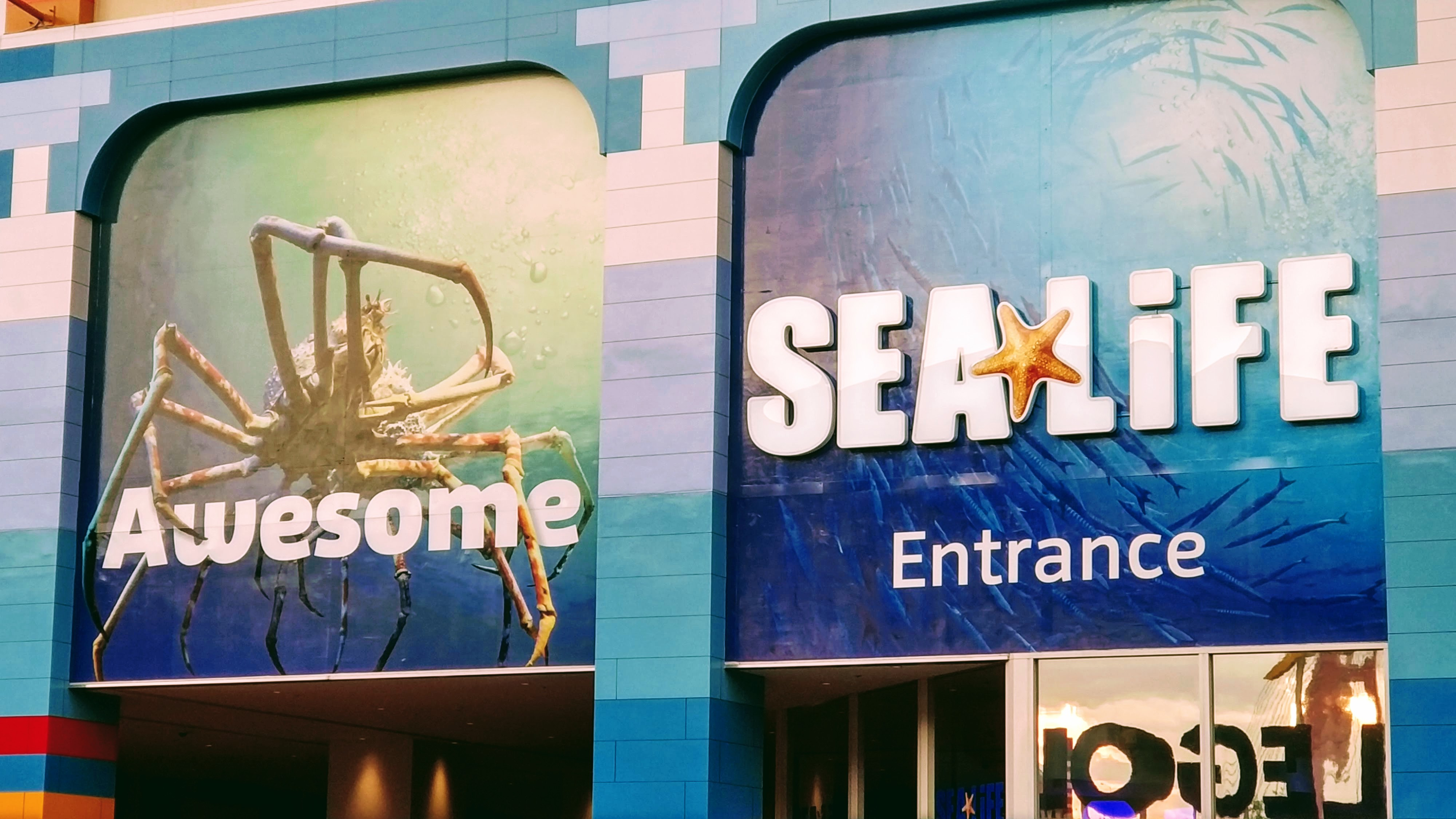
シーライフ名古屋
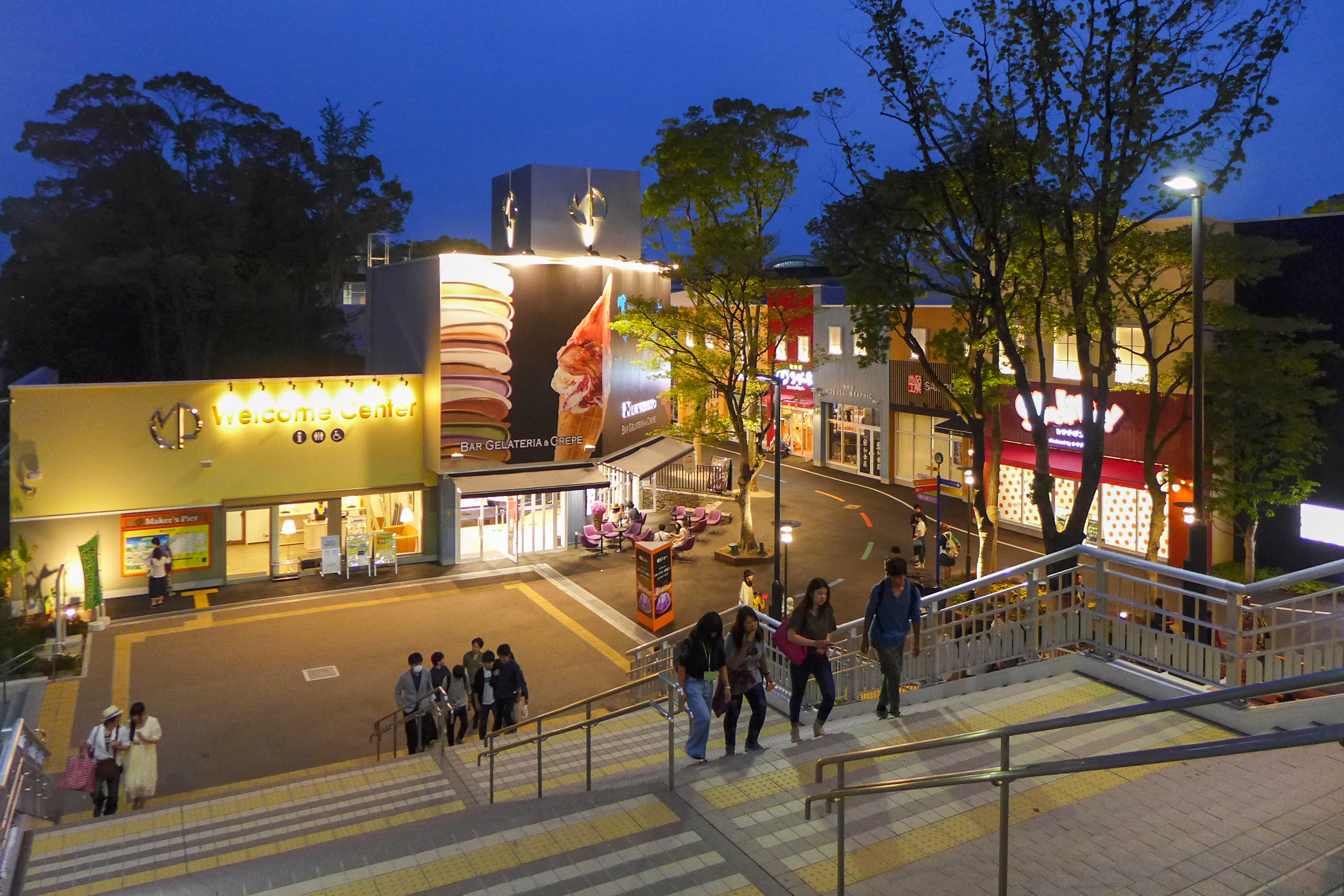
Maker's Pier
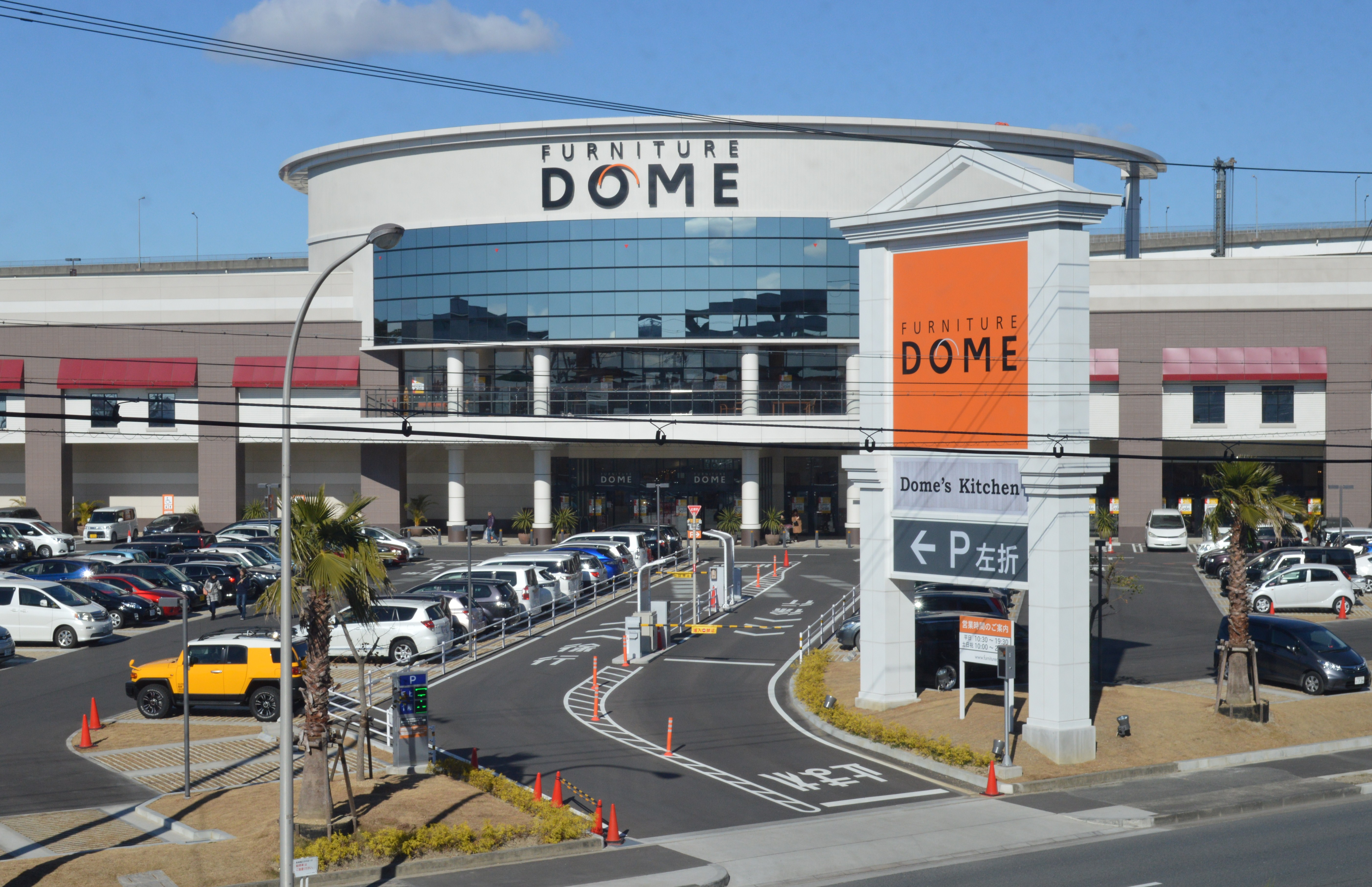
ファニチャードーム

### 金城ふ頭三丁目
- 海上保安部金城信号所[13]
- リニア・鉄道館

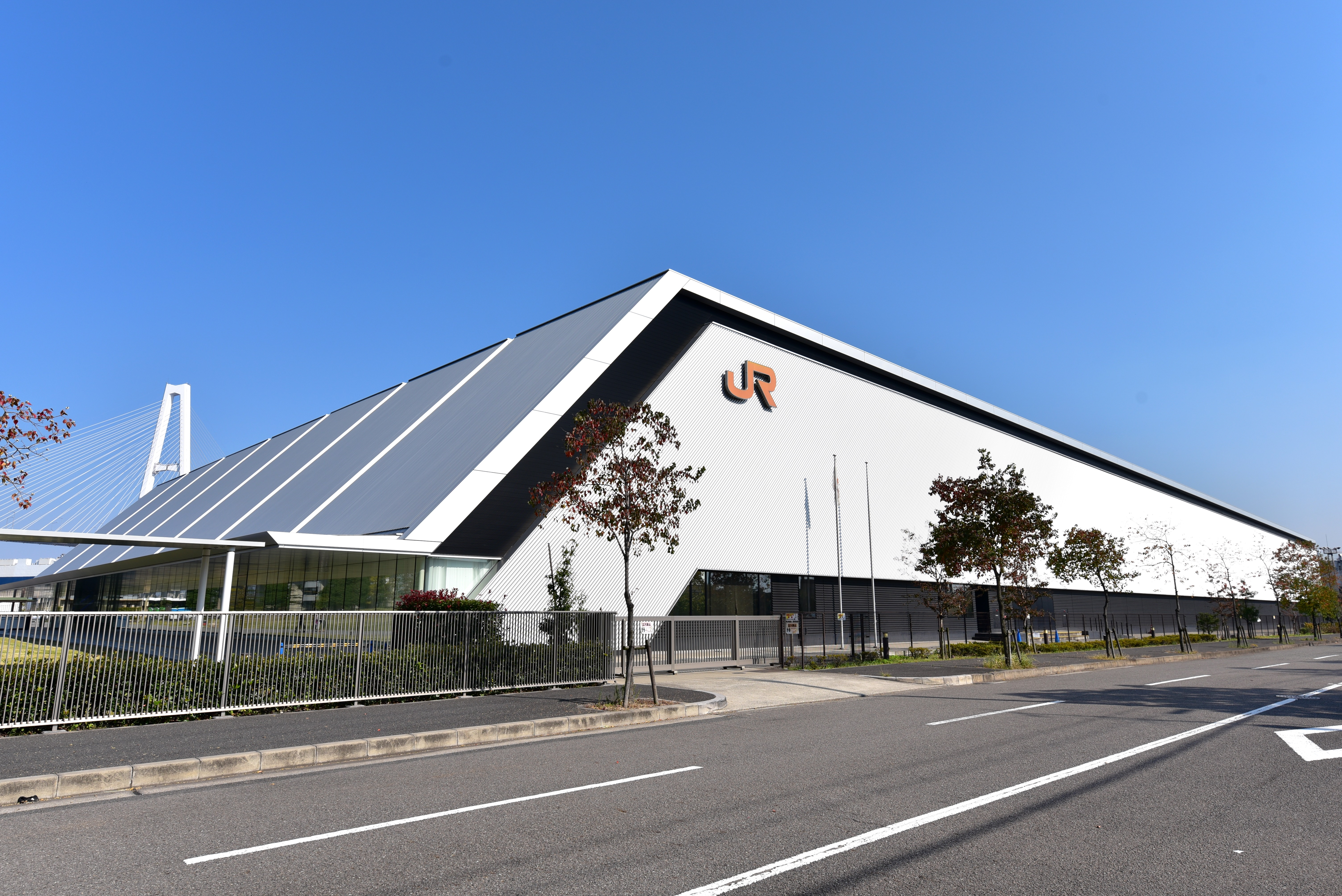
リニア・鉄道館外観
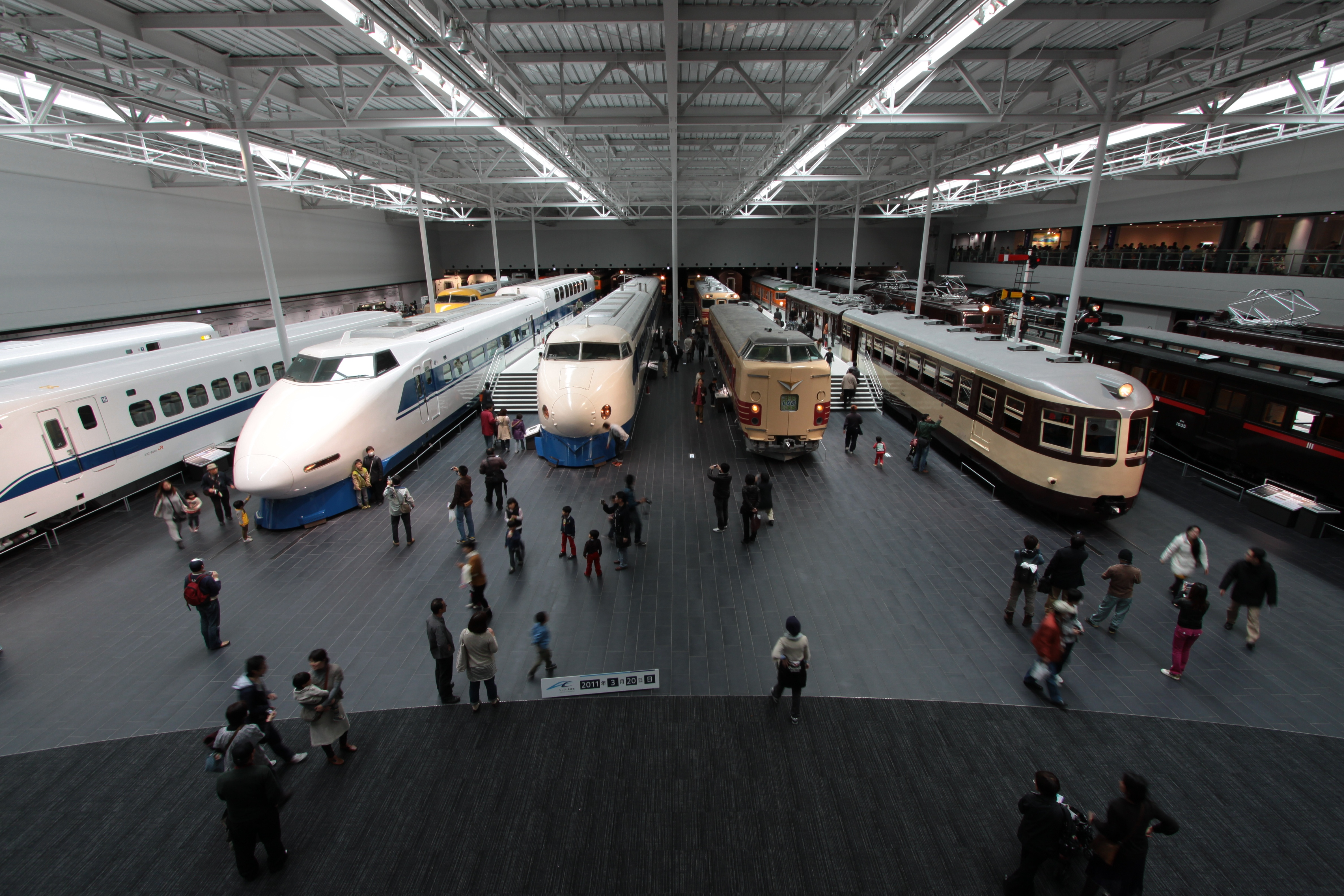
リニア・鉄道館内観

## その他

### 日本郵便
- 郵便番号 : 455-0848[WEB 3]（集配局：名古屋港郵便局[WEB 10]）。

### WEB
1. ↑  “愛知県名古屋市港区の町丁・字一覧”.   人口統計ラボ. 2017年4月8日閲覧。
2. 1 2  “町・丁目(大字)別、年齢(10歳階級)別公簿人口(全市・区別)”.   名古屋市 (2019年3月20日). 2019年3月21日閲覧。
3. 1 2  “郵便番号”.  日本郵便. 2019年3月17日閲覧。
4. ↑  “市外局番の一覧”.   総務省. 2019年1月6日閲覧。
5. 1 2  名古屋市役所市民経済局地域振興部住民課町名表示係 (2015年10月21日). “港区の町名一覧”.   名古屋市. 2020年11月15日閲覧。
6. ↑  名古屋市公報 第575号（平成16年10月6日） 名古屋市交通局告示平成16年第9号（平成16年9月29日）
7. ↑  名古屋市営金城ふ頭駐車場
8. ↑  “市立小・中学校の通学区域一覧”.   名古屋市 (2018年11月10日). 2019年1月14日閲覧。
9. ↑  “平成29年度以降の愛知県公立高等学校（全日制課程）入学者選抜における通学区域並びに群及びグループ分け案について”.   愛知県教育委員会 (2015年2月16日). 2019年1月14日閲覧。
10. ↑  “郵便番号簿 2018年度版” (PDF).   日本郵便. 2019年4月14日閲覧。

### 新聞
1. ↑  “名港エリア　次々新顔　レゴ隣は…　ものづくり体験活況　メイカーズ・ピア開業” (日本語). 中日新聞朝刊 (中日新聞社):  p. 9. (2017年3月31日)
2. ↑  “レゴランド隣接施設の戸惑い　「あふれる客」見込んだが”.   朝日新聞 (2017年7月16日). 2018年7月18日閲覧。

### 文献
1. 1 2 3 4 5 6 7  名古屋市計画局 1992, p. 843.
2. 1 2 3  “金城ふ頭開発の概要”. 名古屋港管理組合公式ウェブサイト.  名古屋港管理組合. 2022年11月3日時点のオリジナルよりアーカイブ。2023年1月28日閲覧。
3. 1 2 3 4  “施設案内　金城ふ頭”. 名古屋港管理組合公式ウェブサイト.   名古屋港管理組合. 2022年11月3日時点のオリジナルよりアーカイブ。2023年1月28日閲覧。
4. 1 2 3  “金城ふ頭のご案内”. 名古屋港管理組合公式ウェブサイト.   名古屋港管理組合. 2023年1月28日時点のオリジナルよりアーカイブ。2023年1月28日閲覧。
5. 1 2  「角川日本地名大辞典」編纂委員会 1989, p. 1530.
6. 1 2  名古屋市計画局 1992, p. 516.
7. 1 2  名古屋港開港百年史編さん委員会 2008, p. 143.
8. 1 2 3 4 5 6 7 8 9 10 11  名古屋港開港百年史編さん委員会 2008, p. 321.
9. ↑  名古屋市会事務局 1995, p. 41.
10. ↑  名古屋市会事務局 1995, p. 53.
11. ↑  名古屋港開港百年史編さん委員会 2008, p. 320.
12. 1 2  名古屋港開港百年史編さん委員会 2008, p. 322.
13. 1 2 3  名古屋市計画局 1992, p. 517.